# Trực Kỳ
Trực Kỳ (chữ Hán: 直圻) là một phân vùng hành chính Việt Nam thời nhà Nguyễn áp dụng từ 1832 đến 1884. Trực Kỳ là tiền thân của Trung Kỳ trong thời Pháp thuộc.

## Lịch sử
Địa danh Trực Kỳ xuất hiện trong đợt cải cách hành chính năm 1832 dưới triều Minh Mệnh, gồm 5 tỉnh và một số địa phương Hạ Lào.
1. Thừa Thiên (kinh đô)
2. Quảng Bình
3. Quảng Trị (trong đó có 9 châu cơ mi trong tỉnh là Mang Vanh, Na Bôn, Thượng Kế, Tâm Bồn (nay là Champhone), Mang Bổng, Ba Lan (nay là Thaphalanxay), Tá Bang (nay là Thapangthong), Xương Thịnh, Làng Thìn (nay khoảng Nong, Phine đầu nguồn sông Thạch Hãn[1]) sau đó trở lại lãnh thổ Lào[2], 9 châu này nay là đất thuộc tỉnh Savannakhet). (Champhone (Chầm Bồn, Tầm Bồn), Outhoomphone (Mường Phon, Mường Bổng), (Nong, Phine) (Mường Phin, Làng Thìn, Lang Thìn), Sepone (Cha Bon, Na Bôn), Songkhone (Thương Kế), Thapangthong (Phá Băng, Tá Bang), Thaphalanxay (Ba Lan), Vilabuly (Vanh, Mường Vanh), Xonbuly (Xương Găm, Xương Thịnh).
4. Quảng Nam (gồm Quảng Nam và Đà Nẵng hiện nay)
5. Quảng Ngãi

Trên dư đồ Đại Nam, địa giới Trực Kỳ tiếp giáp Hữu Kỳ ở mạn Bắc, Tả Kỳ ở mạn Đông Nam, tiểu quốc Nam Bàn ở mạn Tây Nam, Lào ở mạn Tây và Đông hải ở mạn Đông. Sau Hòa ước Giáp Thân (1884), Trực Kỳ cùng Tả Hữu Kỳ được nhập lại thành Trung Kỳ.